# Juan Sánchez Cotán

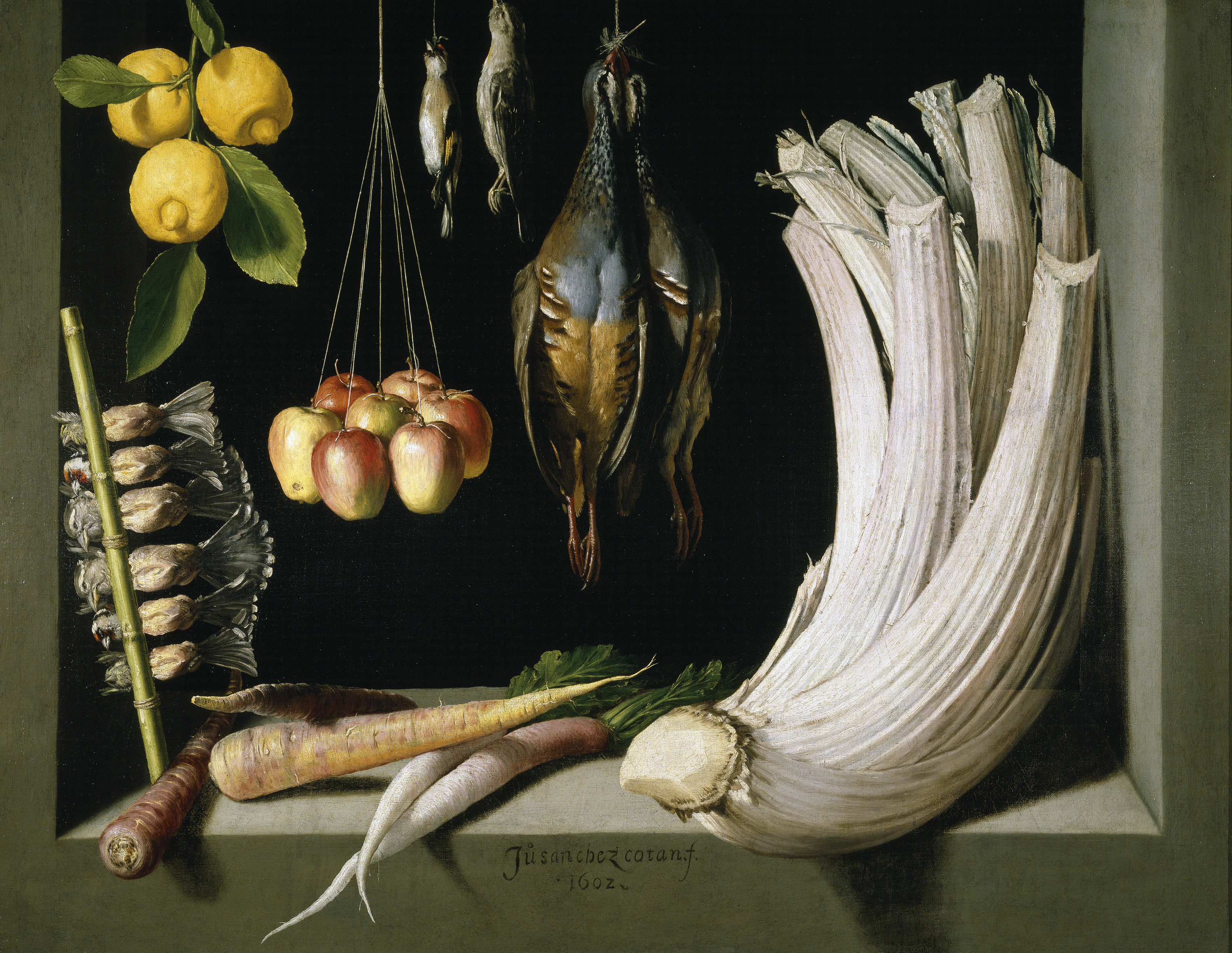
Natura morta di selvaggina, verdura e frutta, Madrid, Museo del Prado

Juan Sánchez Cotán (Orgaz, 25 giugno 1560 – Granada, 8 settembre 1627) è stato un pittore e monaco cristiano spagnolo, tra i massimi esponenti del genere del bodegón.

## Biografia
La sua formazione artistica avvenne a Toledo dove, aperta bottega, ebbe importante clientela. Per venti anni dipinse scene religiose, ritratti e nature morte. Ma nel 1603 decise di intraprendere la vita monastica presso i certosini del monastero di Santa Maria de El Paular, vicino a Madrid; nel 1612 fu trasferito nella Certosa di Granada, dove rimase fino alla morte.

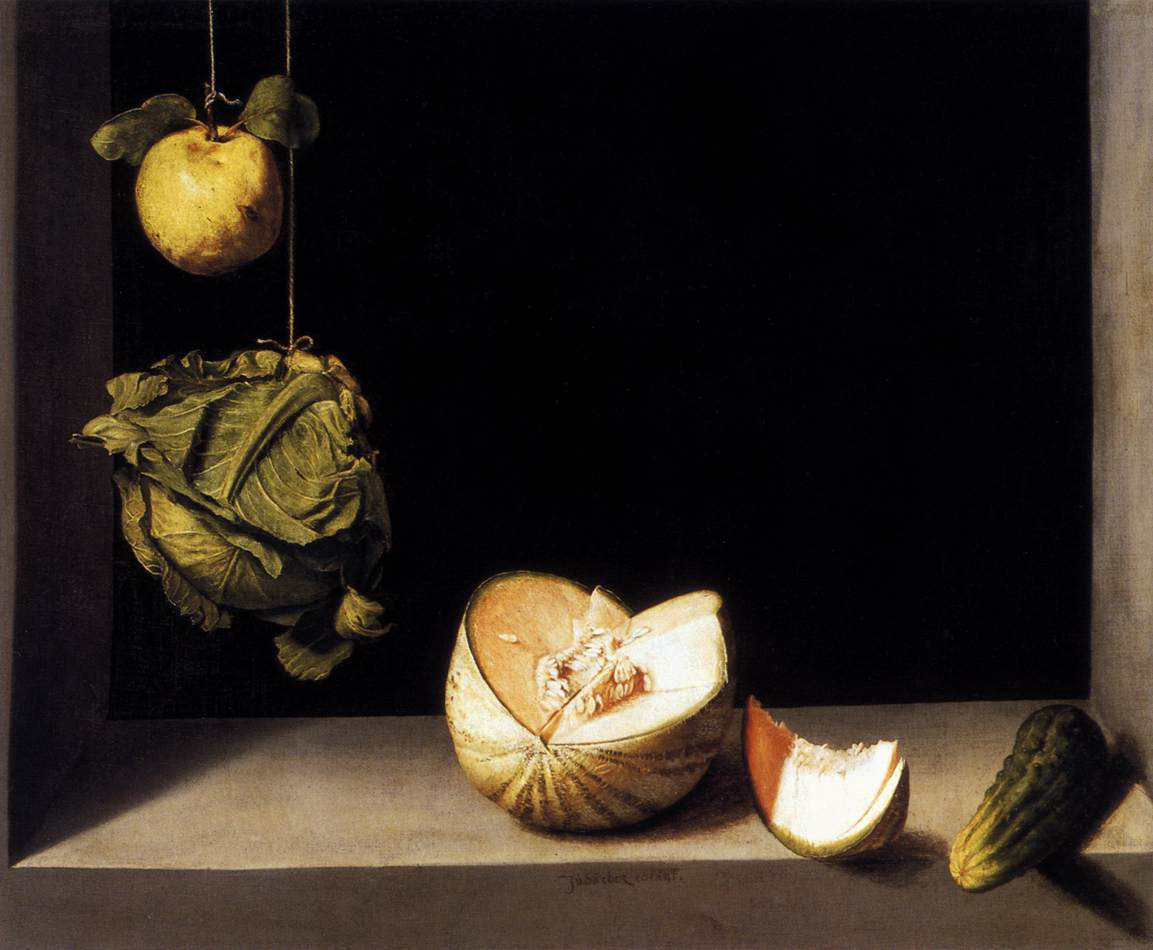
Natura morta 1600 ca., San Diego Museum of Art

Prolifico pittore religioso, Cotán è rimasto famoso come autore di nature morte, soprattutto dopo l'esposizione a Madrid di due sue tele nel 1935, durante la mostra "Floreros y bodegones", tesa alla rivalorizzazione della natura morta spagnola. I suoi bodegones sono sobri e austeri, in pieno contrasto con l'opulenza della scuola fiamminga. Pioniere in Spagna del nuovo genere pittorico, i suoi dipinti saranno punto di riferimento nella carriera artistica del grande Luis Meléndez.

## Opere
- Ritratto di Brígida del Río, la barbuta di Peñaranda, 1590 circa, olio su tela, Madrid, Museo del Prado.
- La Vergine che sveglia il Bambino, inizio 1600, olio su tela, Granada, Museo de Bellas Artes.
- Natura morta con mela cotogna, cavolo, melone e cetriolo, 1600 circa, olio su tela, 69 x 85 cm, San Diego, Timken Museum of Art.
- Natura morta, 1600 circa, olio su tela, Madrid, Collezione Hernani.
- Natura morta di selvaggina, verdura e frutta, 1602, olio su tela, 68 x 69 cm, Madrid, Museo del Prado.
- Natura morta con ortaggi, frutta e selvaggina, 1602 circa, olio su tela, 67 x 88 cm, Chicago, The Art Institute.
- Natura morta con cardo e carote, 1603-1627, olio su tela, Granada, Museo de Bellas Artes.
- San Giuseppe guida Gesù Bambino, 1612 circa, olio su tela, 221 x 156 cm, Durham, Bowes Museum.